# A1 Ethniki 2023-24
La A1 Ethniki 2023-24 fue la edición número 84 de la liga griega y la número 32 con el formato actual y la denominación de A1 Ethniki, la máxima competición de baloncesto de Grecia. La temporada regular comenzó el 9 de octubre de 2023 y finalizó en junio de 2024. El campeón fue el Panathinaikos, que lograba así su título número 40.

## Equipos temporada 2023-24
El Ionikos Nikaias B.C. descendió en la temporada pasada a la A2 Ethniki, siendo su puesto cubierto por el Maroussi BC, que logró el ascenso tras ganar los playoffs de la segunda categoría del baloncesto heleno.
| Club              | Ciudad             | Pabellón                                  | Cap.   | Temp. |
| ----------------- | ------------------ | ----------------------------------------- | ------ | ----- |
| AEK               | Atenas             | Centro Olímpico Ano Liossia               | 8327   | 57    |
| Apollon Patras    | Patras             | Pavellón de Apollon Patras                | 3500   | 34    |
| Aris              | Salónica           | Alexandrio Melathron                      | 5090   | 60    |
| Maorussi          | Marusi             | Maroussi Saint Thomas Indoor Hall         | 1700   | 24    |
| Karditsas         | Karditsa           | Nuevo pavellon de Karditsa «Y. Bourousis» | 3007   | 1     |
| Kolossos          | Rodas              | Pale de sport «Kallithea»                 | 1400   | 17    |
| Lavrio Megabolt   | Lavrio             | Pavellón de Lavrio                        | 1700   | 8     |
| Olympiacos        | El Pireo           | Estadio de la Paz y la Amistad (SEF)      | 12 000 | 55    |
| Panathinaikos     | Atenas             | Olympic Indoor Hall                       | 18 500 | 60    |
| PAOK              | Salónica           | PAOK Sports Arena                         | 8162   | 59    |
| Peristeri         | Atenas (Peristeri) | Pavellón «Andreas Papandréu»              | 4000   | 24    |
| Promitheas Patras | Patras             | Pavellón «Dimitris Tofalos»               | 5500   | 7     |

## Temporada regular
|                                                     | Equipo              | Pts | J  | G  | P  | PF   | PC   | DP   |
| --------------------------------------------------- | ------------------- | --- | -- | -- | -- | ---- | ---- | ---- |
| 1                                                   | Panathinaikos       | 43  | 22 | 21 | 1  | 1892 | 1523 | 369  |
| 2                                                   | Olympiacos El Pireo | 42  | 22 | 20 | 2  | 1872 | 1496 | 376  |
| 3                                                   | Peristeri           | 37  | 22 | 15 | 7  | 1810 | 1626 | 184  |
| 4                                                   | Promitheas Patras   | 35  | 22 | 13 | 9  | 1839 | 1774 | 65   |
| 5                                                   | Aris                | 34  | 22 | 12 | 10 | 1680 | 1666 | 14   |
| 6                                                   | Kolossos            | 31  | 22 | 9  | 13 | 1802 | 1861 | -59  |
| 7                                                   | AEK                 | 31  | 22 | 9  | 13 | 1910 | 1898 | 12   |
| 8                                                   | Lavrio              | 30  | 22 | 8  | 14 | 1657 | 1852 | -195 |
| 9                                                   | PAOK                | 30  | 22 | 8  | 14 | 1617 | 1764 | -147 |
| 10                                                  | Maorussi            | 29  | 22 | 7  | 15 | 1802 | 1921 | -119 |
| 11                                                  | Karditsas           | 29  | 22 | 7  | 15 | 1650 | 1761 | -111 |
| 12                                                  | Apollon Patras      | 25  | 22 | 3  | 19 | 1460 | 1849 | -389 |
| Fuente: Κανονική Περίοδος; actualización automática |                     |     |    |    |    |      |      |      |

## Segunda fase

### Top 6
|                                                     | Equipo              | Pts | J  | G  | P  | PF   | PC   | DP  |
| --------------------------------------------------- | ------------------- | --- | -- | -- | -- | ---- | ---- | --- |
| 1                                                   | Panathinaikos       | 43  | 22 | 21 | 1  | 1892 | 1523 | 369 |
| 2                                                   | Olympiacos El Pireo | 42  | 22 | 20 | 2  | 1872 | 1496 | 376 |
| 3                                                   | Peristeri           | 37  | 22 | 15 | 7  | 1810 | 1626 | 184 |
| 4                                                   | Promitheas Patras   | 35  | 22 | 13 | 9  | 1839 | 1774 | 65  |
| 5                                                   | Aris                | 34  | 22 | 12 | 10 | 1680 | 1666 | 14  |
| 6                                                   | Kolossos            | 31  | 22 | 9  | 13 | 1802 | 1861 | -59 |
| Fuente: Κανονική Περίοδος; actualización automática |                     |     |    |    |    |      |      |     |

### Playout
|                                                     | Equipo         | Pts | J  | G | P  | PF   | PC   | DP   |
| --------------------------------------------------- | -------------- | --- | -- | - | -- | ---- | ---- | ---- |
| 7                                                   | AEK            | 31  | 22 | 9 | 13 | 1910 | 1898 | 12   |
| 8                                                   | Lavrio         | 30  | 22 | 8 | 14 | 1657 | 1852 | -195 |
| 9                                                   | PAOK           | 30  | 22 | 8 | 14 | 1617 | 1764 | -147 |
| 10                                                  | Maorussi       | 29  | 22 | 7 | 15 | 1802 | 1921 | -119 |
| 11                                                  | Karditsas      | 29  | 22 | 7 | 15 | 1650 | 1761 | -111 |
| 12                                                  | Apollon Patras | 25  | 22 | 3 | 19 | 1460 | 1849 | -389 |
| Fuente: Κανονική Περίοδος; actualización automática |                |     |    |   |    |      |      |      |

### Playoffs
|  | Cuartos de final  | Cuartos de final |               |    | Semifinales            | Semifinales            |  |  | Final | Final |
|  |                   |                  |               |    |                        |                        |  |  |       |       |
|  |                   |                  |               |    |                        |                        |  |  |       |       |
|  |                   |                  |               |    |                        |                        |  |  |       |       |
|  | Panathinaikos     | 2                |               |    |                        |                        |  |  |       |       |
|  | Panathinaikos     | 2                |               |    |                        |                        |  |  |       |       |
|  | PAOK              | 0                |               |    |                        |                        |  |  |       |       |
|  | PAOK              | 0                | Panathinaikos | 2  |                        |                        |  |  |       |       |
|  |                   |                  | Panathinaikos | 2  |                        |                        |  |  |       |       |
|  |                   | Aris             | 0             |    |                        |                        |  |  |       |       |
|  | Promitheas Patras | Aris             | 0             | 1  |                        |                        |  |  |       |       |
|  | Promitheas Patras |                  |               | 1  |                        |                        |  |  |       |       |
|  | Aris              | 2                |               |    |                        |                        |  |  |       |       |
|  | Aris              | 2                | Panathinaikos | 3  |                        |                        |  |  |       |       |
|  |                   |                  | Panathinaikos | 3  |                        |                        |  |  |       |       |
|  |                   | Olympiacos       | 2             |    |                        |                        |  |  |       |       |
|  | Olympiacos        | Olympiacos       | 2             | 2  |                        |                        |  |  |       |       |
|  | Olympiacos        |                  |               | 2  |                        |                        |  |  |       |       |
|  | AEK               | 0                |               |    |                        |                        |  |  |       |       |
|  | AEK               | 0                | Olympiacos    | 2  |                        |                        |  |  |       |       |
|  |                   |                  | Olympiacos    | 2  |                        |                        |  |  |       |       |
|  |                   | Peristeri        | 0             |    | Tercer y cuarto puesto | Tercer y cuarto puesto |  |  |       |       |
|  | Peristeri         | Peristeri        | 0             | 2  | Tercer y cuarto puesto | Tercer y cuarto puesto |  |  |       |       |
|  | Peristeri         |                  |               | 2  |                        |                        |  |  |       |       |
|  | Kolossos          | 0                |               |    |                        |                        |  |  |       |       |
|  | Kolossos          | 0                | Aris          | 71 |                        |                        |  |  |       |       |
|  |                   |                  |               |    |                        |                        |  |  |       |       |
|  | Peristeri         | 75               |               |    |                        |                        |  |  |       |       |
|  | Peristeri         | 75               |               |    |                        |                        |  |  |       |       |